# Marge in Chains
"Marge in Chains" är avsnitt 21 från säsong fyra av Simpsons och sändes på Fox i USA den 6 maj 1993. Avsnittet skrevs av Bill Oakley samt Josh Weinstein och regisserades av  Jim Reardon. I avsnittet blir Marge gripen för snatteri. Lionel Hutz blir familjens advokat men Marge hamnar i fängelse under 30 dagar. Under tiden hon är i fängelse får familjen och resten av staden klara sig utan henne. Det blir upplopp i Springfield efter att Marge inte var med och hjälpte till med kyrkans bakförsäljning och planerna på att ha en staty av Abraham Lincoln ersätts av en staty av Jimmy Carter. Staden inser att det var fel att Marge hamnade i fängelse och de ger henne som förlåtelse statyn av Carter med Marges hår. Lionel Hutzs replik om Roy Snyder har hyllats som en av de åtta bästa replikerna i serien. David Crosby gästskådespelare som sig själv och Phil Hartman som Lionel Hutz och Troy McClure.

## Handling
Många av Springfields invånare bestämmer sig för att köpa "Juice Looseners", en usel juicepress byggd i Japan som Troy McClure gör reklam för i TV. En av arbetarna på fabriken i Japan har Osakainfluensan och hostar hela tiden. Detta gör att flera av juicepressarna är smittade med luftburna bakterier. När invånarna börjar använda sina juicepressar får de sjukdomen. Marge är den enda i familjen som klarar sig från den och bli trött av att ta hand om hela huset. När hon senare handlar på Kwik-E-Mart glömmer hon att betala för en flaska bourbon och hon grips för snatteri. Clancy Wiggum berättar det för Joe Quimby i förtroende, men han utannonserar det offentligt. Detta gör att ingen längre vågar lita på Marge. Det blir sedan rättegång och familjen har Lionel Hutz som sin advokat. Familjen förlorar rättegången och Marge döms till 30 dagar i kvinnofängelset. 
Marge trivs bra i fängelset medan familjen saknar henne och har det jobbigt utan henne. Under hennes period i fängelset är det dags för kyrkans årliga bakförsäljning, men eftersom Marge inte var med i år såldes inte tillräckligt för att de skulle ha råd med statyn av Abraham Lincoln. Staden bestämmer sig för att köpa en staty av Jimmy Carter istället. Invånarna gillar inte det och det blir upplopp. När Marge efter sina 30 dagar blir fri välkomnas hon av hela staden och de ber henne om ursäkt för att de satte dit henne. De ger henne en present också, statyn av Carter med Marges hår. Marge blir förvånad över presenten men tackar ändå. Bart och Lisa börjar sedan använda den då de spelar tetherball.

## Produktion
Avsnittet skrevs av Bill Oakley och Josh Weinstein. Det var deras första manus. Första utkastet var mer realistiskt eftersom de hade gjort research om kvinnofängelse. I avsnittet pratar Apu och Sanjay hindi i en scen. Repliken fick översättas av Indiens ambassad i Washington. I avsnittet kallas Jimmy Carter för historiens största monster. Under 2004 berättade Mike Reiss och Al Jean att de aldrig gillade Carter men skulle välja honom före George W. Bush. Apu säger i avsnittet att han kan 40 000 decimaler av pi. Han säger korrekt att den sista siffran är ett. Författarna bad David H. Bailey för att få fram informationen. Som svar fick de alla 40 000 decimaler. Avsnittet finns med på videoutgåvan The Simpsons: Crime and Punishment.

## Kulturella referenser
Titeln är en referens till Alice in Chains. David Crosby medverkar som sig själv och Phil Hartman som Lionel Hutz och Troy McClure. Under rättegången visas filmen av Abraham Zapruder då John F. Kennedy blev skjuten. I rättegången visas en gräsbevuxen kulle från filmen som påstås vara Marges hår. Scenen då Maude Flanders kollar på Marge då hon går på toaletten genom ett hål i väggen är en referens till Psycho. Lionel Hutz har en dagdröm om en värld utan advokater. I den ville författarna använda låten "I'd Like to Teach the World to Sing" men fick inte tillåtelse så de gjorde en egen med liknade musik.

## Mottagande
Avsnittet hamnade på plats 31 över mest sedda program under veckan  och fick en Nielsen ratings på 11.1, vilket gav 10,3 miljoner hushåll. Avsnittet var det näst mest sedda på Fox under veckan. I en recension av The Observer skrev Caroline Boucher att avsnittet var så bra så hon såg det två gånger. Karl French har i Financial Times sagt att avsnittet är en modernare version av Livet är underbart. Dusty Lane på The News Tribune anser att Lionel Hutzs replik över att han kört över Snyders hund och ersätt hund med son som en av de åtta bästa Simpsons-replikerna. Jessica Mellor på The Daily Mirror hyllade avsnitt i en recension av säsong fyra. I boken "I Can't Believe It's a Bigger and Better Updated Unofficial Simpsons Guide" har Warren Martyn och Adrian Wood skrivit att de skulle gärna sett Barts plan då han räddade Marge blev verklighet. De tycker också att Lionel Hutz var ytterst olämplig i avsnittet.